# Alexis Trujillo

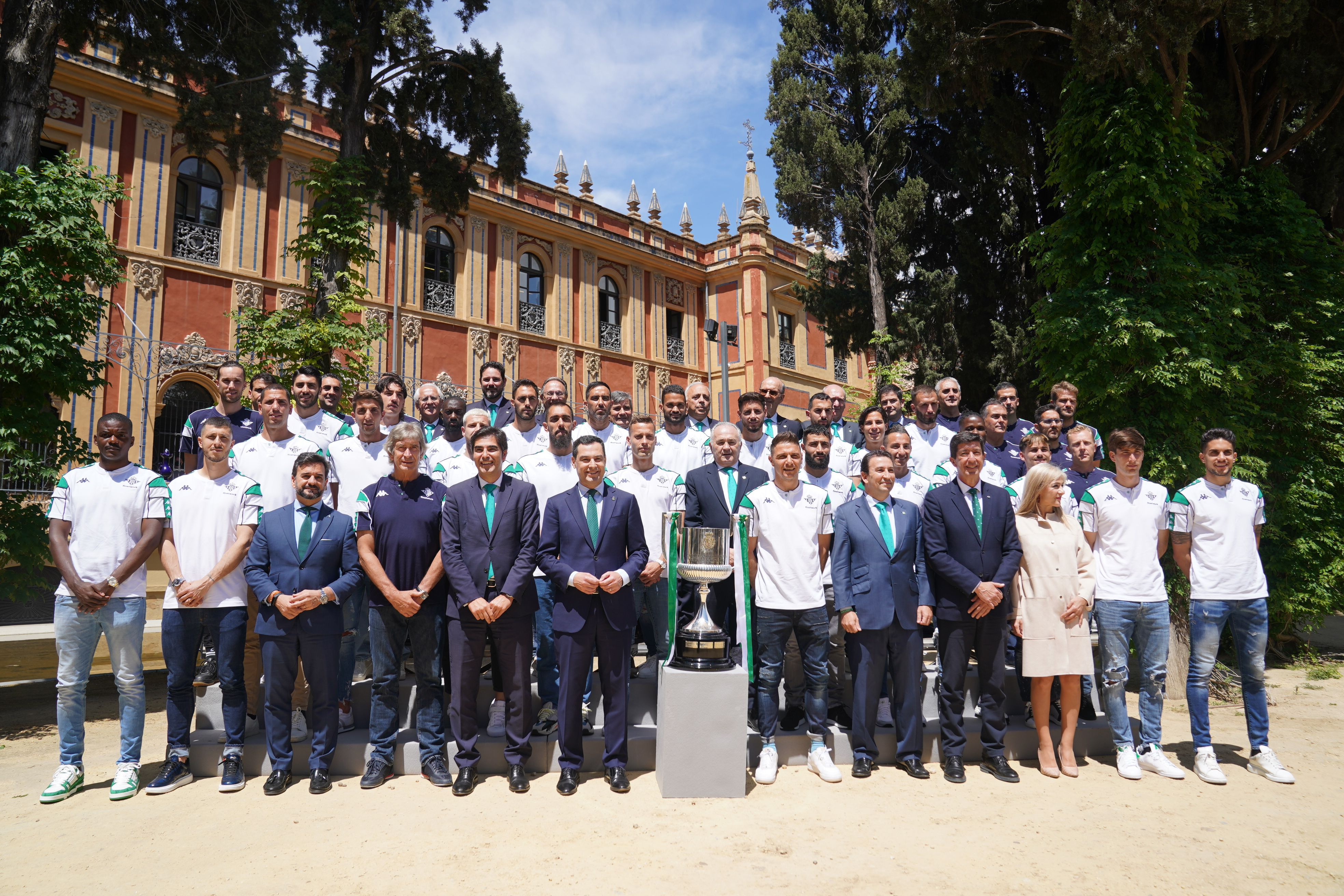
Alexis como team mánager del Real Betis en la recepción oficial de la Junta de Andalucía por el título de campeón de la Copa del Rey en 2022.

Humberto Alexis Trujillo Oramas (Las Palmas de Gran Canaria, España, 30 de julio de 1965) es un exfutbolista, entrenador y dirigente deportivo español. Formado en la cantera de la U. D. Las Palmas, actualmente es coordinador del área deportiva del Real Betis Balompié.

## Trayectoria
Alexis se formó como futbolista en la cantera de la Unión Deportiva Las Palmas, con cuyo primer equipo debutó en septiembre de 1983. En la siguiente temporada, obtuvo el ascenso a la Primera División española. Su estreno en la máxima categoría se produjo el 31 de agosto de 1985, contra el Sporting de Gijón.
En 1992, con el descenso UD Las Palmas a la Segunda División B, fue cedido al C. D. Tenerife, que ese año competía en la Primera División. Al finalizar esa temporada, obtuvo la carta de libertad y fichó por el Real Betis Balompié. Permaneció en el equipo bético siete temporadas, en las que jugó 222 partidos de Liga, marcó 24 goles y en las que el equipo logró dos clasificaciones para la Copa de la UEFA (1995 y 1998) y disputó la final de la Copa del Rey en 1997, frente al FC Barcelona.
En el año 2000, volvió a su tierra natal al firmar con el Universidad de Las Palmas de Gran Canaria Club de Fútbol, club de su retirada como jugador, en el que militó durante cuatro temporadas (la primera de ellas, la única de la historia del club académico en Segunda División) con una gran regularidad.
Tras su retirada se incorporó al cuerpo técnico del Betis, trabajando como segundo entrenador de Serra Ferrer, con el que consiguió 2005, la copa del Rey y la clasificación para la Liga de Campeones. Un año después, con la salida de Serra Ferrer del banquillo bético, abandonó el club andaluz.
Posteriormente fue comentarista habitual de fútbol en la televisión autonómica de Canarias. También jugó en la U. D. Las Palmas de futbol indoor.
Al finalizar la temporada 2013-14 volvió al Real Betis Balompié como secretario técnico. En mayo de  2017 se hizo cargo temporalmente del banquillo del Betis para los dos últimos partidos de la temporada tras la destitución de Víctor Sánchez del Amo. Tras esta experiencia volvió a la secretaría técnica del club. El 21 de junio de 2020, cuando quedaban 9 jornadas para terminar la competición liguera, fue de nuevo elegido como entrenador interino del equipo verdiblanco tras el cese de Rubi.

## Clubes

### Como jugador
| Club                         | País   | Año       |
| ---------------------------- | ------ | --------- |
| U. D. Las Palmas             | España | 1983-1992 |
| C. D. Tenerife               | España | 1992-1993 |
| Real Betis Balompié          | España | 1993-2000 |
| Universidad Las Palmas C. F. | España | 2000-2004 |

### Como entrenador
| Club                | País   | Año  | P | PG | PE | PP | % v. |
| ------------------- | ------ | ---- | - | -- | -- | -- | ---- |
| Real Betis Balompié | España | 2017 | 2 | 0  | 2  | 0  | 0%   |
| Real Betis Balompié | España | 2020 | 8 | 2  | 1  | 5  | 25%  |